# Облога Белграда (1690)
Облога Белграда (1690) — п'ята облога Белграда під час Великої Турецької війни.
Белград був завойований австрійцями під командуванням курфюрста Баварії Максиміліана II 6 вересня 1688, після п'яти тижнів облоги.
Через 20 днів король Франції Людовик XIV вторгнувся в Рейнську область, розпочавши Дев'ятирічну війну. Це змусило імператора припинити всі наступальні дії на Балканах і переправити більшу частину своєї армії на Сході до Рейну.
Це, в свою чергу, дозволило османам під проводом Великого візира Фазіла Мустафи Кепрюлю перегрупувати свої армії і повернути ініціативу. В 1690 османи відбили Ніш і 6 жовтня обложили Белград.
Облога тривала тільки протягом 6 днів. Австрійці були змушені здатися, коли після турецького обстрілу вибухнув їх основний пороховий склад.
Турки утримали місто, поки австрійці не повернули його після облоги 1717 року.